# نهر سیمره
سمير هو نهر في جنوب غرب إيران يتكون من التقاء نهري قره سو وغامساب في ل جنوب غرب كرمانشاه. يتلاقى النهر مع كشكان قبل جسر غوميشان التاريخي بالقرب من درة شهر ليكونا نهر الكرخة، وهو نهر مهم في إيران.